# A la recerca del temps perdut
A la recerca del temps perdut (À la recherche du temps perdu, en francès) és una novel·la de Marcel Proust, escrita entre 1908 i 1922 i publicada en set volums entre el 1913 i el 1927, els tres darrers amb caràcter pòstum. Antoine Compagnon assenyala que «La Recherche du temps perdu és la història d'una vida, de la infantesa a l'edat adulta, explicada en primera persona per un narrador sense nom». «Però aquesta història és singular, és la d'una vocació d'escriptor: i la narració és circular, es du a terme a partir de la fi de la història, en què el protagonista esdevé escriptor i es posa a escriure el llibre que el lector acaba de llegir». En la Recerca, sosté Compagnon, més enllà del que hi és narrat, hi ha la proposta filosòfica de Proust, la doctrina estètica que el protagonista-narrador de la novel·la descobreix: l'art no es pot comparar amb la vida, la transcendeix, ja que és la veritable vida; el jo creador no és el jo social, l'artista crea endinsant-se en ell mateix.

## Descripció

### Estructura de l'obra
Els set volums que formen l'obra són:
- Pel cantó de Swann (Du côté de chez Swann) (editat per l'editorial Grasset en 1913, a compte de l'autor mateix, i després en una versió modificada en l'editorial Gallimard el 1919).[4]

Consta de tres parts:
- Combray (Combray)
- Un amor de Swann (Un amour de Swann)
- Els noms de país: el nom (Noms de pays: le nom)

- A l'ombra de les noies en flor (À l'ombre des jeunes filles en fleurs) (1919, editorial Gallimard; premiat amb el Goncourt aquest mateix any).[5]

Consta de dues parts:
- Al voltant de la senyora Swann (Autour de Mme Swann)
- Noms de país: El país (Noms de pays: Le pays)

- El cantó de Guermantes (Le Côté de Guermantes) (en 2 toms, editorial Gallimard, 1921-1922).[6]
- Sodoma i Gomorra (Sodome et Gomorrhe) (editorial Gallimard, 1922-1923).[7]
- La presonera (La prisonnière) (edició pòstuma, 1925).[8]
- Albertina desapareguda (Albertine disparue) (edició pòstuma, 1927; títol original: La fugitiva).[9]
- El temps retrobat (Le Temps retrouvé) (edició pòstuma, 1927).[10]

### Resum
És important de tenir en compte que l'escriptura i la publicació van anar paral·leles i s'espaiaren en un llarg període d'acord amb les circumstàncies de cada moment, i que durant aquest temps la concepció mateixa de l'obra anà evolucionant.
El primer volum (Pel cantó de Swann) comença amb l'evocació del flux de records que assetgen el narrador durant l'endormiscament, moment en el qual la consciència d'un mateix és prou desactivada perquè hi interfereixi la raó. El narrador va reconstruint una imatge fragmentada de la seva infància a la vila de Combray a còpia d'evocació d'aquells records involuntaris que ressorgeixen de bell nou quan determinats actes del present evoquen sensacions aparentment oblidades. Aquesta tècnica és descoberta pel protagonista en un dels passatges més coneguts de l'obra: aquell moment en què les sensacions que li provoca el gust d'una magdalena sucada en una tassa de te, li provoquen una allau de records que havien romàs "perduts" i que, un cop recuperats, resten com a "temps recobrat".
"Un amor de Swann", la segona part de Pel cantó de Swann, es publica sovint separadament. Aquesta obra narra les peripècies sentimentals de Charles Swann amb Odette de Crécy, i com que es tracta d'una història independent i relativament curta, es considera que pot ser una bona introducció a l'obra i s'estudia sovint als centres educatius francesos. El lector, ja sigui d'edat mitjana o jove, troba forçosament un poc de si mateix en un Swann enamorat i amb el seu amor enfortit per les contrarietats que va trobant.

## Sinopsi
Marcel, jove hipersensible pertanyent a una família burgesa de París de la primeria del segle xx, vol ser escriptor. Malgrat això, les temptacions mundanes el desvien del seu primer objectiu; atret per la falsa brillantor de l'aristocràcia o dels llocs d'estiueig de moda (com Balbec, ciutat imaginària de la costa normanda), creix a la vegada que descobreix el món, l'amor i l'existència de l'homosexualitat. La malaltia i la guerra, que l'apartaran del món, també propiciaran que prengui consciència de l'extrema vanitat de les temptacions mundanes i de la seva aptitud per arribar a ser escriptor i ser capaç de fixar el temps perdut.

## Elements de reflexió
Proust, en estudiar, en la recerca de la seva vida personal fins als detalls més insignificants i en un medi molt específic (l'alta burgesia i l'aristocràcia francesa de principis del segle XX) aconsegueix, paradoxalment, que la seva obra esdevingui universal. Així, la filosofia i l'estètica de l'obra de Proust no es poden separar de la seva època:
- l'impressionisme
- la música de Debussy
- L'Afer Dreyfus

El seu estil és molt especial i es compon de frases molt llargues que resulten estranyes en francès, i per a les quals cal prendre alè si es vol arribar al punt sense ofegar-se. Els seus contemporanis asseguren que, de fet, es tractava pràcticament de la manera en què l'autor parlava, cosa que també resulta paradoxal si es té en compte que Proust era asmàtic.
Aquest particular estil es basa en la voluntat de l'autor d'abraçar la realitat en totes les seves dimensions, en totes les seves possibles percepcions, en totes les facetes del prisma dels diferents participants. Això concorda amb les preocupacions dels impressionistes: la realitat només té sentit amb la percepció, real o imaginària, del subjecte.
El prisma no és solament el dels diferents personatges, sinó que és també el de l'autor, que se situa en diferents angles del temps: el punt de vista del present, el punt de vista del passat i, finalment, el punt de vista del passat tal com el revivim en el present.
Però els aspectes psicològics i introspectius no són els únics que apareixen en l'obra. Els aspectes sociològics són presents en molts llocs (oposició entre el món aristocràtic de la duquessa de Guermantes i el món de la burgesa arribista de Madame Verdurin, o el món dels criats, representat per Françoise. Les controvèrsies polítiques de l'època apareixen amb la polèmica que va generar el cas Dreyfus.
Aquesta complexitat, que aquí amb prou feines dibuixem, ens situa el cicle d'"A la recerca del temps perdut", entre les "novel·les globals" com puguin ser-ho la Comèdia humana d'Honoré de Balzac o el cicle dels Rougon-Macquart d'Émile Zola, per citar-ne algunes dins la tradició literària francesa.

## Traduccions al català
De Miquel Llor
- Pel cantó de Swann (Combray i Un amor de Swann). Dècada de 1920. Inèdita (Dipositada a la Biblioteca de Catalunya, Fons Miquel Llor).[13]

De Jaume Bofill i Ferro
- Un amor de Swann. Barcelona, Proa, 1931; (1932, Biblioteca A tot vent - Edicions Proa. Badalona); (1971, reedició complint-se el centenari de la naixença de Proust)

De Jaume Vidal Alcover (completa)
- A la recerca del temps perdut (acabada per Maria Aurèlia Capmany). Barcelona, Columna edicions, 1990
- Pel cantó de Swann, 2 vol. Barcelona, Llibres del Mall, 1986
- Albertine desapareguda. Barcelona, Columna, 1989.

De Joan Casas
- El temps retrobat. Barcelona, Edicions 62, 1986. Dins "Les millors obres de la literatura universal / Segle XX", vol 6.

De Josep Maria Pinto (completa)
- Combray. Barcelona, Viena Edicions, 2009.
- Un amor d'en Swann. Barcelona, Viena Edicions, 2009.
- A l'ombra de les noies en flor, I. Barcelona, Viena Edicions, 2011.
- A l'ombra de les noies en flor, II. Barcelona, Viena Edicions, 2013.
- El cantó de Guermantes, I. Barcelona, Viena Edicions, 2014.
- El cantó de Guermantes, II. Barcelona, Viena Edicions, 2015.
- Sodoma i Gomorra I. Barcelona, Viena Edicions, 2016.
- Sodoma i Gomorra II. Barcelona, Viena Edicions, 2017.
- La presonera I. Barcelona, Viena Edicions, 2018.
- La presonera II. Barcelona, Viena Edicions, 2019.
- Albertine desapareguda I, Barcelona, Viena Edicions, 2020
- Albertine desapareguda II, Barcelona, Viena Edicions, 2021
- El temps retrobat I, Barcelona, Viena Edicions, 2022
- El temps retrobat II, Barcelona, Viena Edicions, 2022
- A la recerca del temps perdut. Una tria, Viena Edicions, 2022

De Valèria Gaillard Francesch
- Pel cantó de Swann. Barcelona, labutxaca, 2011; Proa 2019.
- A l'ombra de les noies en flor Barcelona, labutxaca, 2013; Proa 2019.
- El costat de Guermantes, Proa, 2019.
- Sodoma i Gomorra, Proa, 2021.
- La presonera, Proa, 2023.

De David Cuscó
- Fragments Marcel Proust, Flâneur, 2023.

De Carles Llorach
- A la recerca del temps perdut. (Pàgines escollides). Madrid, Ed. Funambulista, 2012.